# 不沉的太陽
《不沉的太陽》，是日本女作家山崎豐子的一部長篇小說作品，出版於1995年。內容取材自1985年發生的日本航空123號班機空難，作者取材時訪談了日本航空（JAL）的一些員工及運輸省（今國土交通省）航空局官員等相關人士，並且曾赴美國波音公司飛機製造廠取材，參觀飛機製造的過程，但未能見到當時為該事故飛機做維修的技師（當時她已知道該技師的身份）。
2009年東寶電影公司改編成為電影，由渡邊謙擔任男主角飾演恩地元、三浦友和飾演行天四郎。當時日本航空（JAL）曾試圖施壓不讓該電影上映，施壓未果後在上映時發表聲明對於該電影的上映表示遺憾。
2015年12月，WOWOW宣佈將此小說改編為電視劇，由上川隆也擔任男主角飾演恩地元、渡部篤郎飾演行天四郎。電視劇於2016年春季播出，做為WOWOW開播25週年紀念。

## 故事
恩地元是任職於「國民航空」（NAL）的員工，突然被推選為工會的會長後，極力代表工會向公司爭取員工權益，但又面臨工會被資方惡意分裂而紛擾不休等問題。在卸任工會會長後，被公司明升暗降，外放至喀拉蚩、德黑蘭、奈洛比等海外分公司，全家人也隨著他外放而需在生活條件不如日本的海外生活。但同期進公司，與恩地元一同搭檔擔任工會副會長的行天四郎，卻選擇走入體制內，並平步青雲、一路升遷。
在海外數年後，好不容易奉調回總公司，卻發生了空難，一架編號NAL123的波音747客機在群馬縣的御巢鷹山墜毀，造成520人死亡，僅4人生還的重大意外。恩地元奉命擔任第一線與罹難家屬接觸的輔導員，做為公司與罹難者家屬間溝通的管道。同時，社會要求改革「國民航空」的呼聲不斷，政府為了平息此聲浪，在探詢多名人選皆被拒絕的情況下，最後拜請關西地區出身的紡織大王——國見正之在此危急時刻，出任「國民航空」會長。
國見會長為了推動改革，將曾擔任過工會會長的恩地元調至會長室，還曾親自坐在駕駛艙觀摩駕駛員工作。但是改革行動開始妨礙到行天四郎及檜山社長等人的不法利益，於是透過政治管道暗中施壓，最後會長被逼辭去職務，恩地元再度被外放海外。
但會長所作的改革卻深得公司內大多數員工的心，而東京地檢署也開始對於行天四郎等人在「國民航空」的貪污行為展開調查行動……。

## 主要人物
- 恩地元
- 恩地律子
- 恩地克己
- 恩地純子
- 行天四郎
- 檜山社長
- 堂本信介
- 八馬忠次
- 武矢委員長
- 美谷島邦子
- 瀨川修
- 國見正之
- 龍崎一清
- 小暮社長
- 澤泉委員長
- 櫻井秘書長

## 出版
原本日文版的《不沉的太陽》是五本アフリカ篇（上）、アフリカ篇（下）、御巣鷹山篇、会長室篇（上）、会長室篇（下），而臺灣发行的華语譯本把原非洲篇兩本合為一本，原會長室篇兩本合為一本。

### 連載
1995年－1999年，《週刊新潮》連載。
第1部：1995年1月5日号 - 1996年4月11日号
第2部：1997年1月2・9日号 - 1997年10月9日号
第3部：1998年1月1・8日号 - 1999年4月11日号

### 日文版
1999年単行本，《新潮文庫》全5巻。

### 中文版
- 《不沉的太陽》（上、中、下），珂辰、王蘊潔 譯，臺灣皇冠出版。2008-02-25，1472頁，

珂辰（非洲篇）譯，544頁，ISBN 978-9573323891
王蘊潔（御巢鷹山篇）譯，352頁，ISBN 978-9573323969
王蘊潔（會長室篇）譯，576頁，ISBN 978-9573323976

## 電影

### 登場人物及演員

#### 國家航空員工及其家屬
國家航空員工
- 恩地元：渡邊謙
- 行天四郎：三浦友和
- 三井美樹：松雪泰子
- 國見正之：石坂浩二
- 檜山社長：神山繁
- 小暮社長：橫內正
- 堂本信介社長：柴俊夫
- 道塚運輸大臣：小野武彥
- 八木和夫：香川照之
- 阪口清一郎：宇津井健
- 和光審計役：大杉漣（支店長）
- 八馬忠次：西村雅彥
- 澤泉徹：風間徹
- 古溝安男：山田辰夫（遺族）
- 志方達郎：菅田俊
- 桶田恭子：松下奈緒（三井美樹的代班人員）
- 國民航空123駕駛機師：小日向文世
- 國民航空123駕駛副操縦士：増田修一朗（日语：増田修一朗）
- 國民航空123駕駛機関士：吉家章人（日语：吉家章人）

員工家屬
- 恩地律子：鈴木京香
- 小山田修子：清水美沙
- 布施晴美：鶴田真由
- 恩地純子：戶田惠梨香（子供時代：小田島舞）
- 恩地克己：柏原崇（子供時代：北村匠海）
- 恩地将江：草笛光子

#### 日本政府、國會議員、政府官員等
- 利根川總理：加藤剛
- 龍崎一清：品川徹（利根川的幕後大老）
- 竹丸副總理：小林稔侍
- 青山國會議員：矢島健一
- 井之山國會議員：田中健
- 石村研介：渡邊一惠（運輸省課長）
- 檢察官：上川隆也（東京地檢（日语：東京地方検察庁）・特捜部）

#### 犧牲者及其遺族
- 鈴木夏子：木村多江
- 阪口實：東幹久（日语：東幹久）
- 阪口小百合：佐藤芳江（日语：佐藤芳江）
- 阪口清一郎：宇津井健

#### 其他
- 航空管制官：長谷川初範
- 大倉松太郎：桂南光（日语：桂南光 (3代目)）
- 大倉浩三：蟹江一平 - 恩地純子婚約者。
- 大倉幸江：秋野暢子（日语：秋野暢子） - 浩三雙親。
- 星野弘樹：高杉航大（日语：高杉航大）
- 池坊保友：志賀廣太郎（日语：志賀廣太郎） - 日本政策銀行会長。
- 雪繪：小島聖（日语：小島聖）（行天四郎的情婦）

### 製作人員
- 原作：山崎豐子《不沉的太陽》
- 製作總指揮：角川歷彥
- 導演：若松節朗
- 腳本：西岡塚也
- 音樂：住友紀人
- 攝影：長沼六男
- 照明：中須岳士
- 錄音：郡弘道
- 美術：小川富美夫
- 編集：新井孝夫
- 配給：角川ヘラルド映畫
- 上映日：2009年10月

### 奖项
第33回日本電影金像獎
- 最优秀作品奖
- 优秀监督奖
- 优秀脚本奖:西冈琢也
- 最优秀主演男优奖:渡边谦
- 优秀助演男优奖:三浦友和
- 优秀助演女优奖:鈴木京香
- 优秀音楽奖:住友纪人
- 优秀摄影奖:长沼六男
- 优秀照明奖:中须岳士
- 优秀美术奖:郡弘道
- 最优秀编集奖:新井孝夫

## 電視劇
2016年5月8日起於WOWOW連續劇W播出。WOWOW開局25周年記念作品。主演上川隆也。
全2部共20話，第1部（全8話）為非洲篇（上下），而第2部（全12話）為御巢鷹山篇、會長室篇（上下）。

### 演員陣容
國家航空
- 恩地元：上川隆也
- 行天四郎：渡部篤郎
- 三井美樹：檀麗
- 八馬忠次：板尾創路
- 澤泉正夫：小泉孝太郎
- 行天麗子：若村麻由美
- 檜山衛：古谷一行
- 堂本信介：國村隼
- 櫻井均：長谷川朝晴
- 志方真一郎：甲本雅裕
- 八木：渡邊大
- 村田：草野イニ
- 中川：德重聰
- 畑辰造：袴田吉彦
- 美原讓治：堀部圭亮
- 濱田萬治：橋本哲
- 小田原：相島一之
- 竹村：阪田雅信
- 久米：師師岡
- 紀子：岩崎宏美（日语：岩崎ひろみ）

恩地家
- 恩地將江：田島令子
- 恩地律子：夏川結衣
- 恩地克己：和泉崇司（幼少時期：松島海斗）
- 恩地純子：朝倉禮生（幼少時期：櫻田日和）

恩地友
- 耀子·希金斯：草刈民代

日本航空123號班機空難相關人員
- 島津：永島敏行
- 小暮：鶴見辰吾
- 清水：伊藤洋三郎
- 小川亞紀子：長谷川京子
- 熊野：米木拉

記者。
- 轟鐵也：高嶋政伸
- 石黑：石丸幹二
- 岩合宗助：陣内孝則
- 海野昇：佐野史郎
- 三成通夫：升毅
- 和光：平田滿
- 利根川：平幹二朗

日本首相
- 龍崎一清：橋爪功

日本首相的幕後參謀。
- 道塚要：螢雪次朗
- 杉内芳美：麻生祐未
- 坂口清一郎：山本圭
- 西野智惠子：菜葉菜
- 雪繪：佐佐木希
- 千葉：下條阿童木
- 井出祥子：中村映里子
- 丸山千穗：舞羽美海
- 岡部：濱田學
- 國見正之：長塚京三

### 製作團隊
- 原作：山崎豐子
- 脚本：前川洋一
- 監督：水谷俊之、鈴木浩介

## 外部連結
- 小説
  - 日本航空の労務政策－考察・｢沈まぬ太陽｣－ （页面存档备份，存于）（日本航空機長組合）
- 映画
  - 沈まぬ太陽 - 角川映画 （页面存档备份，存于）
  - 沈まぬ太陽 - allcinema
  - 互联网电影数据库（IMDb）上《沈まぬ太陽》的资料（英文）
- 電視劇
  - 連続ドラマW 沈まぬ太陽 第1部 （页面存档备份，存于） - WOWOW
  - 連続ドラマW 沈まぬ太陽 第2部 （页面存档备份，存于） - WOWOW